# Carol Lambrino
Mircea Grigore Carol Lambrino, autointitulat Prințul Carol de România (n. 8 ianuarie 1920, București – d. 27 ianuarie 2006, Londra) a fost primul fiu al Regelui Carol al II-lea al României din relația sa cu Zizi Lambrino.
Carol Lambrino a avut 3 căsnicii:
- 1) Cu Helene Nagavitzine (1944 - 1950), cu un fiu
  - Paul Lambrino
- 2) Jeanne Williams (1960 - 1977), cu un fiu
  - Ion Nicholas George Alexandru (n. 1961)
- 3) Antonia Colville (1984 - 2006)

Împreună cu cea de-a treia soție a sa (Antonia Colville) s-au stabilit în Parsons Green (Londra), unde au dus o viață liniștită.

Stema sa

Și-a dedicat viața pentru a i se recunoaște legitimitatea ca fiu al lui Carol al II-lea. În 2003 justiția i-a permis să își poarte numele de Hohenzollern. Fratele său vitreg, Regele Mihai, aștepta rezultatul unui apel privitor la acest verdict. Fiul lui Carol Lambrino, Paul Lambrino, a ridicat pretenții la moștenirea familiei regale de România.